# О’Дэли, Кэрролл
Кэрролл О’Дэли (ирл. Cearbhall Ó Dálaigh, ˈcaɾˠwaɫ̪ oː ˈdˠaːɫ̪i, 12 февраля 1911, Брей — 21 марта 1978, Дублин, похоронен в Сниме) — ирландский политик, пятый президент Ирландии (1974—1976).

## Биография
Кэрролл был вторым ребёнком в семье лавочника; у него был старший брат Энгус и две младшие сестры Уна и Ниала. Посещал государственную школу имени святого Кронана для мальчиков и Дублинский университетский колледж.
Окончил Дублинский университет, имеет юридическое и филологическое образование. С молодых лет член партии Фианна Файл, вошёл в состав ей исполкома ещё в 1930-е годы. 

С 1934 года занимался адвокатской практикой, работал редактором ирландского языка в ежедневной газете Irish Press (1931—1940).
30 апреля 1946 — 18 февраля 1948 и 14 июня 1951 — 11 июля 1953 — генеральный прокурор Ирландии. В 1953—1961 годах член Верховного Суда, в 1961—1973 годах — Председатель Верховного Суда. С 1972 — член Европейского суда.
19 декабря 1974 года, после внезапной кончины Э. Чайлдерса, стал президентом после поддержки всеми политическими партиями, представленными в парламенте.
Ушёл с должности 22 октября 1976 года после конфликта в правительстве, связанного с деятельностью ИРА.